# Bornesmassief
Het Bornesmassief is een bergmassief in de Franse Voor-Alpen, gelegen in het departement Haute-Savoie. Het massief wordt begrensd door de Aravisketen en Thônes (oostzuidoost), de vallei van de Eau Morte bij Faverges (zuiden, met het Baugesmassief aan de overzijde), het Meer van Annecy (zuidwest), Annecy (west), de Mont Salève (noordwest) en de vallei van de Arve (noord en noordoost, met het Chablaismassief aan de overzijde). De streek vormt de oorsprong van de bekende reblochonkaas.
Ten zuidoosten van de Bornes ligt de Aravisketen. Dit massief heeft hogere toppen dan het Bornesmassief. In de SOIUSA-classificatie van de Alpen worden beiden massieven gegroepeerd onder de naam Prealpi dei Bornes (Bornes-Aravismassief in het Nederlands). Het hoogste punt van de Aravisketen én van het ruimere Bornes-Aravismassief zoals hierboven beschreven wordt gevormd door de Pointe Percée.
Thônes, de hoofdstad van de Aravis ligt net ten oosten van de Bornes en is een van de centra van de reblochonproductie. Aan de westzijde van het Bornesmassief ligt de stad Annecy.

## Hoogste toppen
- Pointe Blanche (2438 m)
- la Tournette (2338 m)
- Mont Lachat (2019 m)
- Sous Dîne (2000 m)
- Pointe de Talamarche (1852 m)
- Mont Veyrier (1299 m)

## Belangrijkste rivieren
- Borne
- Fier
  - Nom
- Fillière